# 11e arrondissement de Paris
Pour les articles homonymes, voir 11e arrondissement.

Blason du 11e arrondissement de Paris.

Logo du 11e arrondissement de Paris.

Le 11e arrondissement de Paris est un des vingt arrondissements de Paris, en France. Il est situé sur la rive droite de la Seine entre les places de la Nation, de la République et de la Bastille.
Arrondissement discret, moins touristique que d'autres, le 11e a joué un rôle exceptionnel dans l'histoire de Paris et de la France. Il fut au cœur du Paris révolutionnaire et des grandes révoltes ouvrières du XIXe siècle. Autrefois quartier ouvrier accueillant un tissu dense d'entreprises artisanales, le 11e arrondissement est aujourd'hui un arrondissement « branché » notamment vers la place de la Bastille, la rue Oberkampf ou la rue de Lappe, en raison de l'installation de nombreux bars et discothèques.
Aux termes de l'article R2512-1 du Code général des collectivités territoriales, il porte également le nom d'« arrondissement de Popincourt », mais cette appellation est rarement employée dans la vie courante.

## Géographie
Le 11e arrondissement est situé dans l'est de la ville, sur la rive droite de la Seine. Bordé au nord par le 10e arrondissement à l'ouest par les 3e et 4e arrondissements, au sud par le 12e, à l'est par le 20e.
La superficie du 11e arrondissement est de 366,6 hectares, ce qui le classe en 12e position des plus grands arrondissements du Paris intra-muros.
Il a globalement la forme d'un quadrilatère dont les sommets sont respectivement situés au carrefour de Belleville, ainsi qu'aux places de la Nation, de la République, et de la Bastille.
Il est encadré par les voies suivantes :
- au sud, la rue du Faubourg-Saint-Antoine, l'avenue du Trône ;
- à l'ouest, le boulevard Beaumarchais, le boulevard des Filles-du-Calvaire et le boulevard du Temple ;
- au nord, la rue du Faubourg-du-Temple ;
- à l'est, le boulevard de Charonne, le boulevard de Ménilmontant et le boulevard de Belleville.

## Quartiers administratifs

Les quartiers du 11e arrondissement.

Comme chaque arrondissement parisien, le 11e est divisé en quatre quartiers administratifs. Du nord au sud de l'arrondissement, les quartiers sont :
- Quartier de la Folie-Méricourt (41e quartier de Paris) limité au nord par la rue du Faubourg-du-Temple, à l'est par le boulevard de Belleville, à l'ouest par le boulevard du Temple et au sud par la rue Oberkampf ;
- Quartier Saint-Ambroise (42e quartier de Paris) limité au nord par la rue Oberkampf, à l'est par le boulevard de Ménilmontant, à l'ouest par le boulevard des Filles-du-Calvaire et une partie du boulevard Beaumarchais et au sud par la rue du Chemin-Vert ;
- Quartier de la Roquette (43e quartier de Paris) limité au nord par la rue du Chemin-Vert, à l'est par le boulevard de Ménilmontant et une partie du boulevard de Charonne, à l'ouest par une partie du boulevard Beaumarchais, la place de la Bastille et au sud par une partie de la rue du Faubourg-Saint-Antoine et par la rue de Charonne ;
- Quartier Sainte-Marguerite (44e quartier de Paris) limité au nord et à l'ouest par la rue de Charonne, à l'est par le boulevard de Charonne, et au sud par la rue du Faubourg-Saint-Antoine.

## Historique

### Un quartier de faubourgs

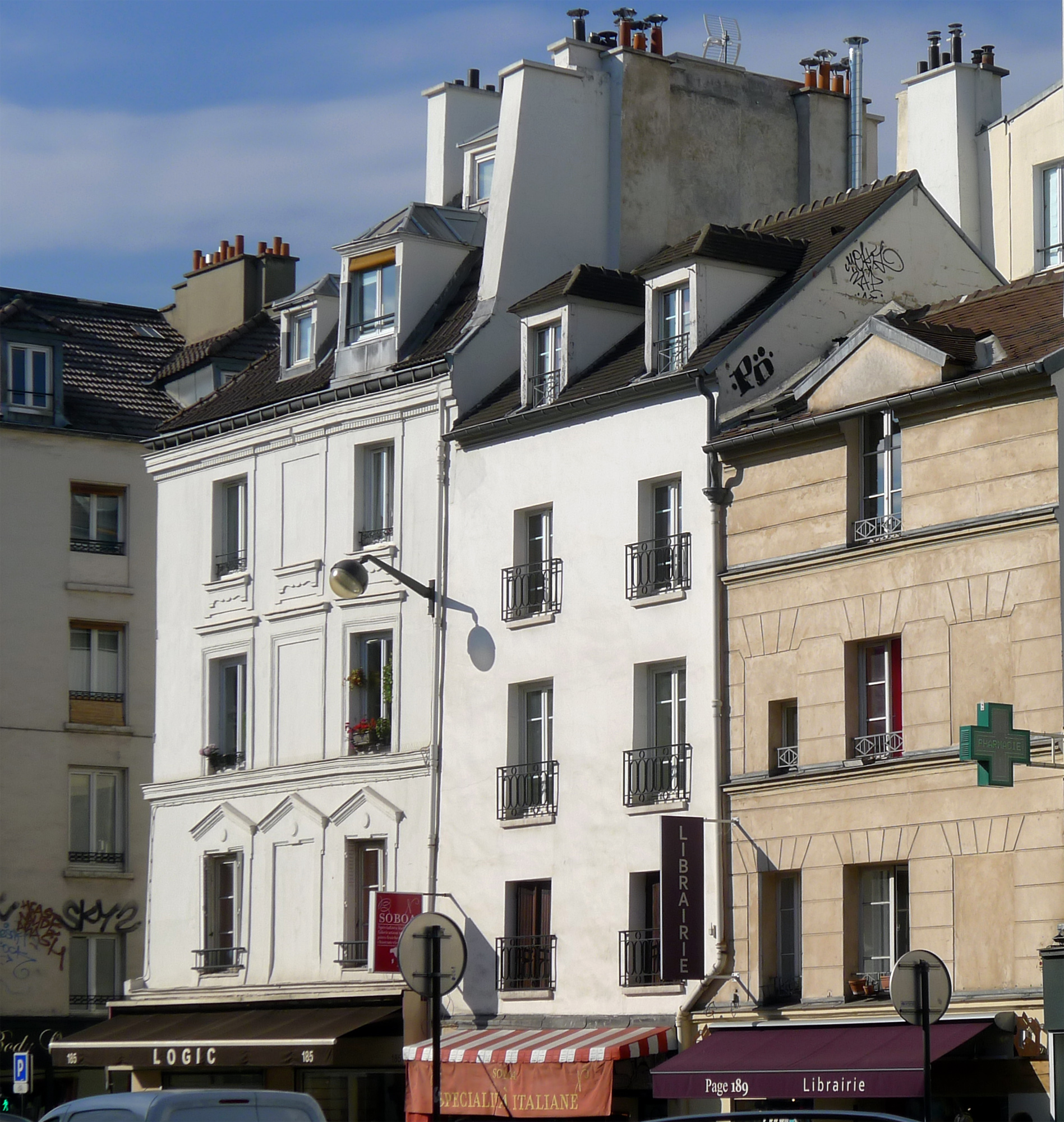
Le faubourg Saint-Antoine.

Quartier populaire situé à l’extérieur de la ville, l'actuel 11e arrondissement s'est constitué autour de deux faubourgs de l'est parisien : le faubourg du Temple au nord, et le faubourg Saint-Antoine au sud. Le premier naît autour de l'enclos du Temple, et le second autour de l'abbaye Saint-Antoine-des-Champs.
Au nord, le quartier de Charonne abritait plusieurs congrégations religieuses. Seuls le couvent de la Madeleine de Traisnel et le couvent des Bénédictines du Bon-Secours ont survécu à l’urbanisation.
Au sud, l’histoire du 11e arrondissement se confond avec celle du faubourg Saint-Antoine. Réputé pour ses ébénistes et artisans de l’ameublement, ce faubourg conserve de nombreuses cours et passages témoignant de cette activité dans l'arrondissement : le passage du Cheval Blanc, la cour Viguès, la cour de l’Étoile d’Or, la cour des Trois Frères, la cour de la Maison brûlée, le passage Lhomme, la cour industrielle rue Sedaine, la cour artisanale rue Basfroi ou encore la cour de l’Industrie. La rue des Immeubles industriels, plus tardive, témoigne encore de cette tradition.
Quartier d'ouvriers et d'artisans, c'est aussi un lieu de plaisirs. Au XVIIIe siècle, plusieurs folies sont construites par l'aristocratie et la bourgeoisie parisienne : la Folie Titon, la Folie Regnault, l'hôtel de Chabanais (devenue plus tard la pension Belhomme), la Folie Nourry (devenu l'hôtel de Mortagne). De nombreuses guinguettes s’installent aussi, dans le Bas-Belleville, en haut de la rue de Charonne, en haut de la rue de Montreuil.

### Un quartier de prisons
Trois prisons ont marqué l'histoire du 11e arrondissement.

#### La Bastille
Château fort construit sous Charles V à partir de 1370, la Bastille devient une prison d'État sur décision de Richelieu. De nombreux écrivains, victimes de la censure, y séjournèrent (Sade, Voltaire, ou Linguet). Cette forteresse demeure le symbole de la Révolution française. Contrairement à ce qu'on pourrait croire, la fête nationale française n'est pas célébrée en mémoire de la prise de la Bastille par des révolutionnaires le 14 juillet 1789 mais pour célébrer la Fête de la Fédération. On désigne particulièrement sous ce nom, la fête qui fut célébrée au Champ-de-Mars de Paris, le 14 juillet 1790, premier anniversaire de la prise de la Bastille.

#### La Petite Roquette

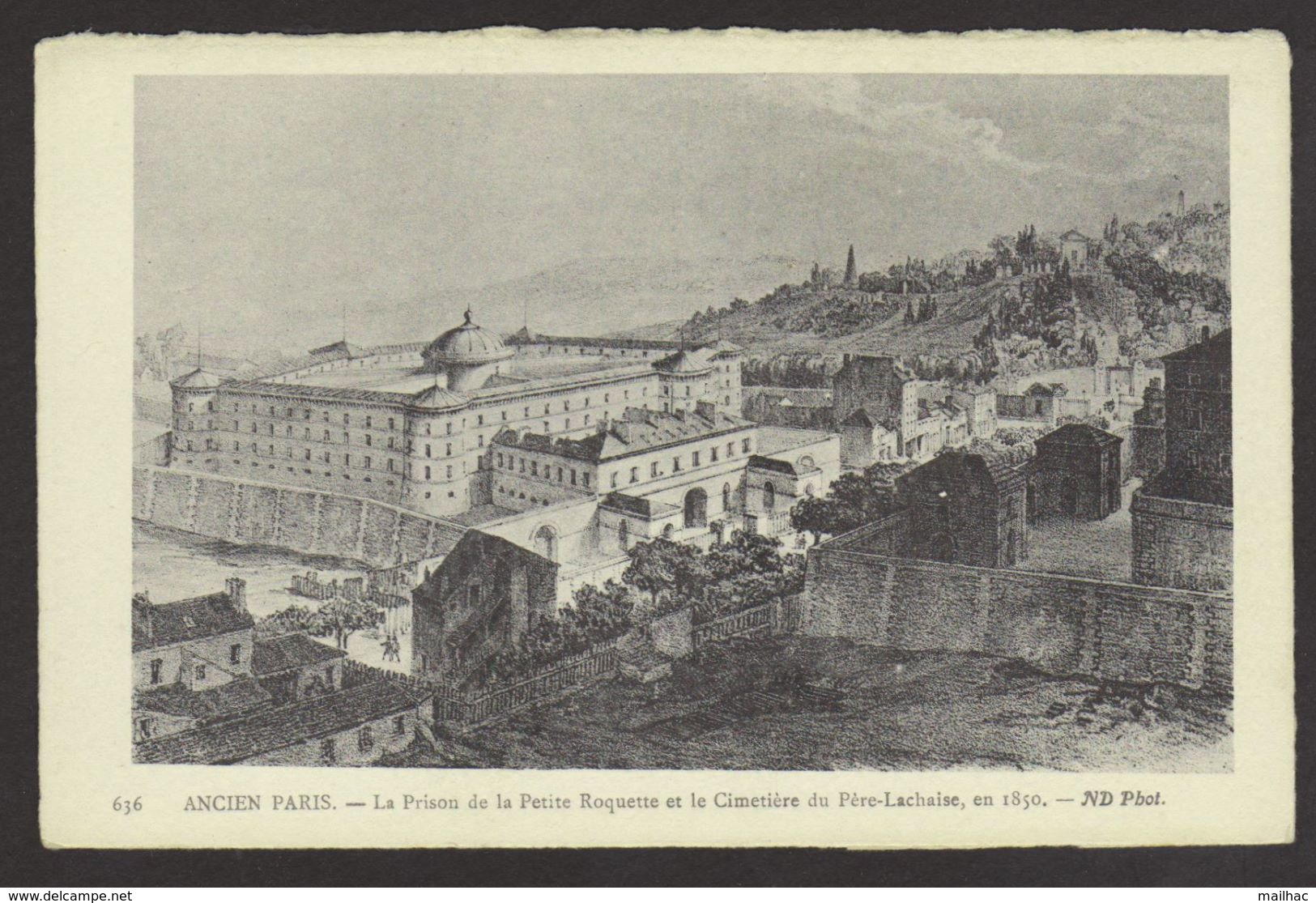
La prison de la Petite Roquette.

Sise aux emplacements actuels des numéros 143 à 147 de la rue de la Roquette et de la rue Merlin, cette prison, dont la construction débute en 1825, accueille des jeunes détenus âgés de 6 à 20 ans (dont Léo Malet et Jean Genet). En 1932, la Petite Roquette devient une prison pour femmes. Elle est démolie en 1974. Seul le portail d'entrée est conservé au numéro 147 de la rue de la Roquette.

#### La Grande Roquette
Construite dès 1836, cette prison accueillait les condamnés à mort. Les dalles qui servaient de point d'appui à l'échafaud sont encore visibles devant le numéro 16 de la rue de la Croix-Faubin. La prison de la Grande Roquette fut démolie en 1900.

### Création de l'arrondissement moderne

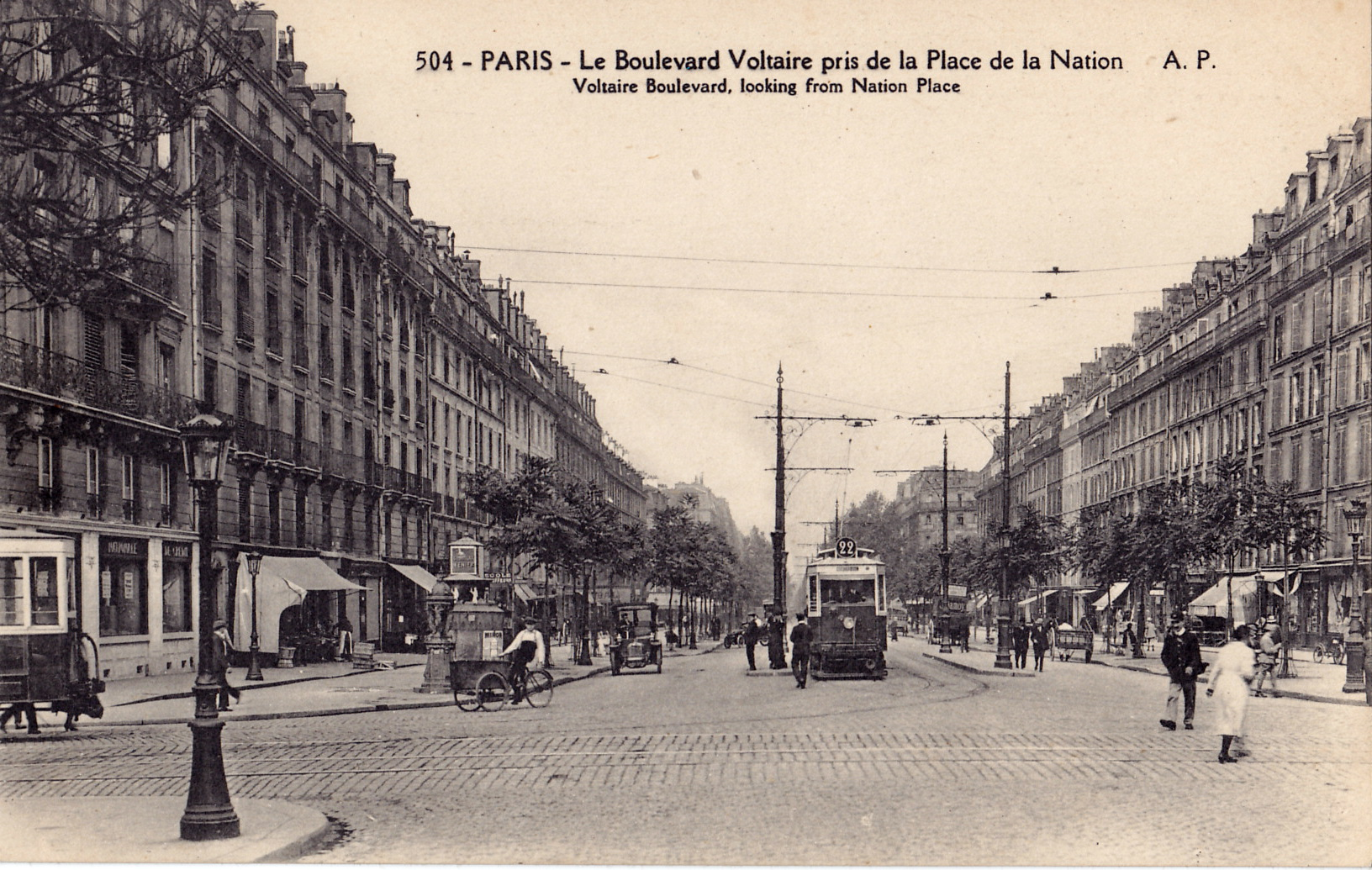
Le boulevard Voltaire au début du XXe siècle.

Les limites actuelles du 11e arrondissement datent de 1860, à la suite de la loi du 16 juin 1859 donnant lieu à un nouveau découpage de Paris en 20 arrondissements. Elles comprennent environ la moitié de l'ancien 8e arrondissement (la moitié sud faisant partie de l'actuel 12e arrondissement).
Au XIXe siècle, l’industrialisation se développe dans les domaines du textile, des métaux, des instruments de musique (la manufacture Couesnon), du verre, de la faïence et de la céramique (la manufacture Loebnitz).
Sous le Second Empire, l'arrondissement est aussi marqué par les transformations de Paris engagées par le préfet Haussmann : percée du boulevard du Prince Eugène (actuel boulevard Voltaire, 1857-1862), ébauche de l'avenue Parmentier (1857), réalignement de l'avenue Philippe Auguste (1866).

### Attentat au Bataclan
Le 13 novembre 2015, alors que Paris est le théâtre d'un septuple attentat, le public du Bataclan est pris pour cible lors d'un concert du groupe de rock californien Eagles of Death Metal. Le bilan de cette attaque est de 90 morts.
Les meurtres antisémites de Sarah Halimi en 2017 puis de Mireille Knoll l'année suivante, ainsi que le souvenir de celui d'Ilan Halimi en 2006 (il travaillait dans le quartier), suscitent des inquiétudes au sein de la communauté juive de l'arrondissement.

## Démographie
En 2021, l'arrondissement comptait 142 583 habitants, sur une superficie de 366,6 hectares, soit 38 851 hab./km2. Cela fait du 11e arrondissement le plus densément peuplé de la ville de Paris, et le district urbain le plus dense d'Europe. On peut noter que la densité de l'arrondissement n'a cessé de décroître au fil du temps, cependant une légère hausse est observée depuis peu. Par ailleurs, le 11e arrondissement n'est pas le plus peuplé de Paris, le 15e arrondissement arrivant en tête.
Pour accueillir les personnes âgées de l'arrondissement, il existe au total 17 maisons de retraite dans le 11e. On retrouve notamment des EHPAD (Établissement d'Hébergement des Personnes Âgées), et des foyers logements (ou résidences autonomies). Elles sont gérées par la mairie de Paris, ou par des sociétés privées.
| Année (recensement national) | Population | Densité (hab. km2) |
| ---------------------------- | ---------- | ------------------ |
| 1861                         | 125 718    |                    |
| 1866                         | 149 641    |                    |
| 1872                         | 163 392    |                    |
| 1911 (pic de population)     | 242 295    | 66 092             |
| 1962                         | 193 349    | 52 741             |
| 1968                         | 179 727    | 49 025             |
| 1975                         | 159 317    | 43 458             |
| 1982                         | 146 931    | 40 079             |
| 1990                         | 154 165    | 42 053             |
| 1999                         | 149 102    | 40 672             |
| 2006                         | 152 436    | 41 536             |
| 2011                         | 154 647    | 42 138             |
| 2017                         | 147 470    | 40 182             |
| 2021                         | 142 583    | 38 851             |

### Population par quartier
- Population du quartier de la Folie-Méricourt (superficie : 72,6 hectares[11])

| Année | Population | Densité (hab. km2) | Croissance annuelle depuis le dernier recensement |
| ----- | ---------- | ------------------ | ------------------------------------------------- |
| 1861  | 33 540     | 46 198             | création                                          |
| 1999  | 33 002     | 45 457             |                                                   |

- Population du quartier Saint-Ambroise (superficie : 83,8 hectares[11])

| Année | Population | Densité (hab. km2) | Croissance annuelle depuis le dernier recensement |
| ----- | ---------- | ------------------ | ------------------------------------------------- |
| 1861  | 24 030     | 28 675             | création                                          |
| 1999  | 32 168     | 38 387             |                                                   |

- Population du quartier de la Roquette (superficie : 117,2 hectares[11])

| Année | Population | Densité (hab. km2) | Croissance annuelle depuis le dernier recensement |
| ----- | ---------- | ------------------ | ------------------------------------------------- |
| 1861  | 32 130     | 27 415             | création                                          |
| 1999  | 47 520     | 40 546             |                                                   |

- Population du quartier Sainte-Marguerite (superficie : 93,0 hectares[11])

| Année | Population | Densité (hab. km2) | Croissance annuelle depuis le dernier recensement |
| ----- | ---------- | ------------------ | ------------------------------------------------- |
| 1861  | 19 342     | 20 798             | création                                          |
| 1999  | 36 476     | 39 222             |                                                   |

## Administration
| Élection | Identité | Identité         | Parti | Notes                |
| -------- | -------- | ---------------- | ----- | -------------------- |
| 1983     |          | Alain Devaquet   | RPR   | Élu en 1983 et 1989. |
| 1995     |          | Georges Sarre    | MRC   | Élu en 1995 et 2001. |
| 2008     |          | Patrick Bloche   | PS    | Élu en 2008.         |
| 2014     |          | François Vauglin | PS    | Élu en 2014 et 2020. |

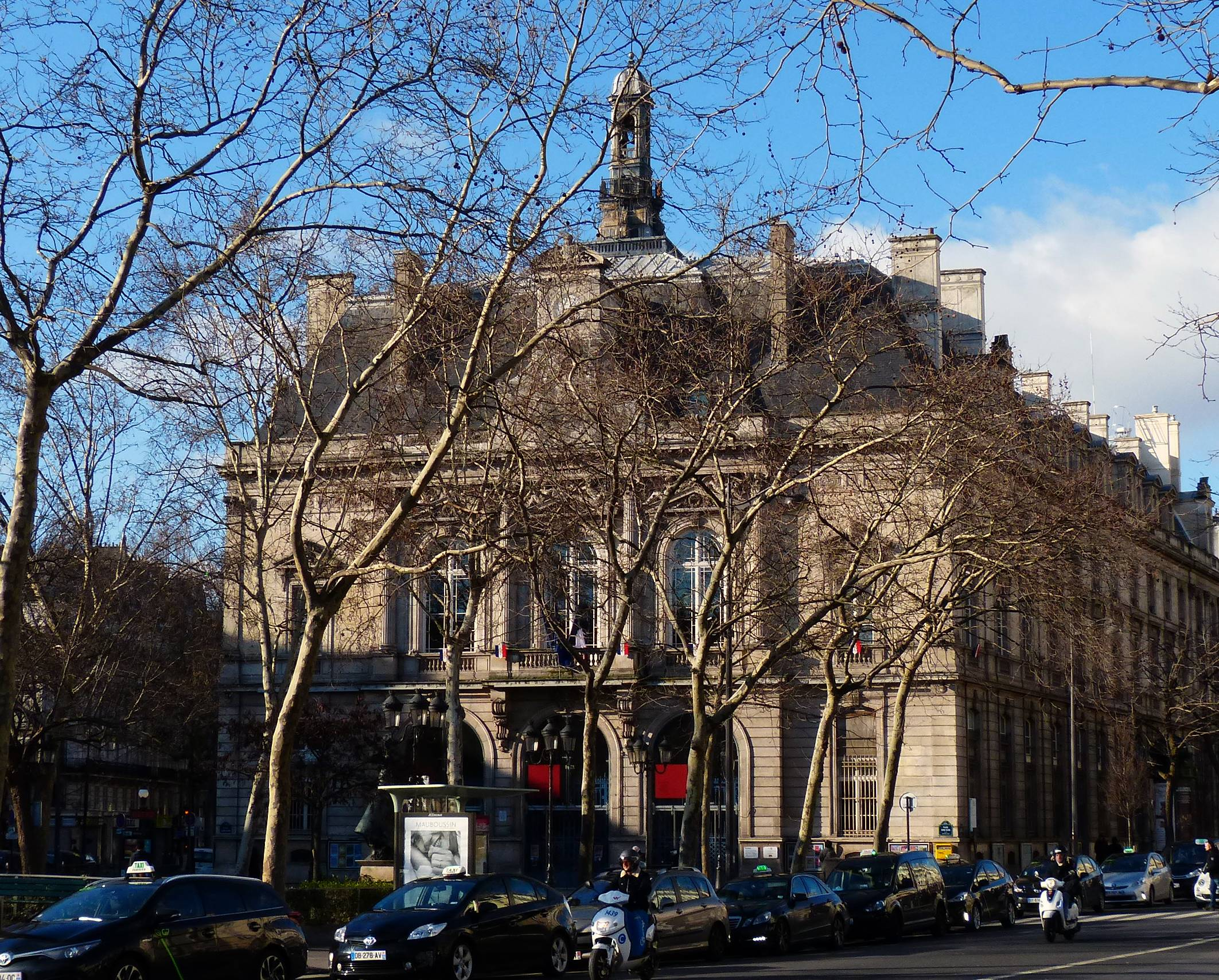
Mairie du 11e arrondissement.

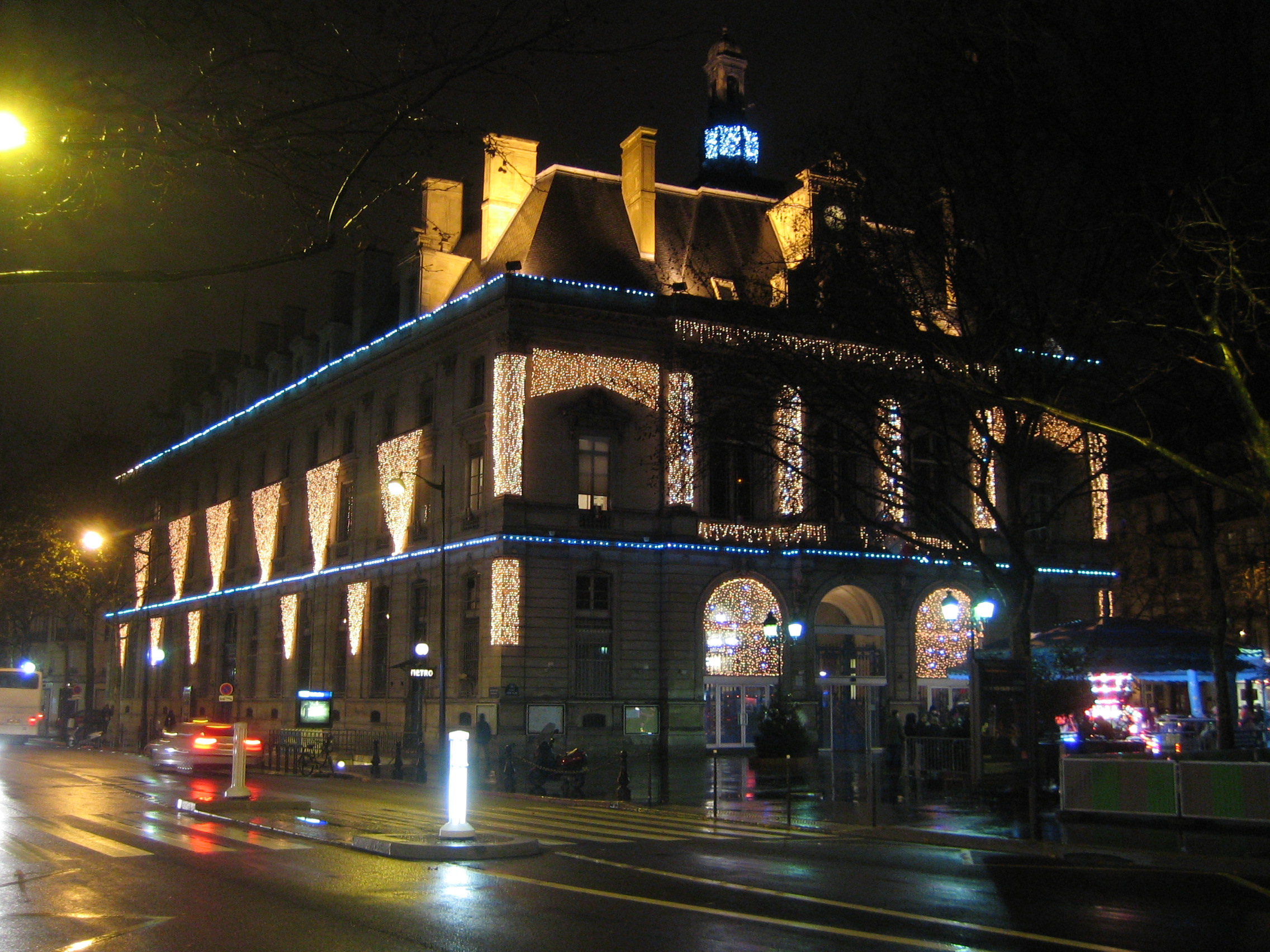
Mairie du 11e arrondissement la nuit.

Les personnalités exerçant une fonction élective dont le mandat est en cours et en lien direct avec le territoire du 11e arrondissement de Paris sont les suivantes :
| Élection     | Territoire                     | Titre          | Nom               | Tendance politique | - | Début de mandat | Fin de mandat |
| ------------ | ------------------------------ | -------------- | ----------------- | ------------------ | - | --------------- | ------------- |
| Municipales  | 11e arrondissement de Paris    | Maire du 11e   | François Vauglin  | PS                 |   | mars 2020       | mars 2026     |
| Municipales  | Ville de Paris                 | Maire de Paris | Anne Hidalgo      | PS                 |   | mars 2020       | mars 2026     |
| Législatives | 6e circonscription - 11e est   | Député         | Sophia Chikirou   | LFI                |   | 18 juillet 2024 | 2029          |
| Législatives | 7e circonscription - 11e ouest | Députée        | Emmanuel Grégoire | PS                 |   | 18 juillet 2024 | 2029          |

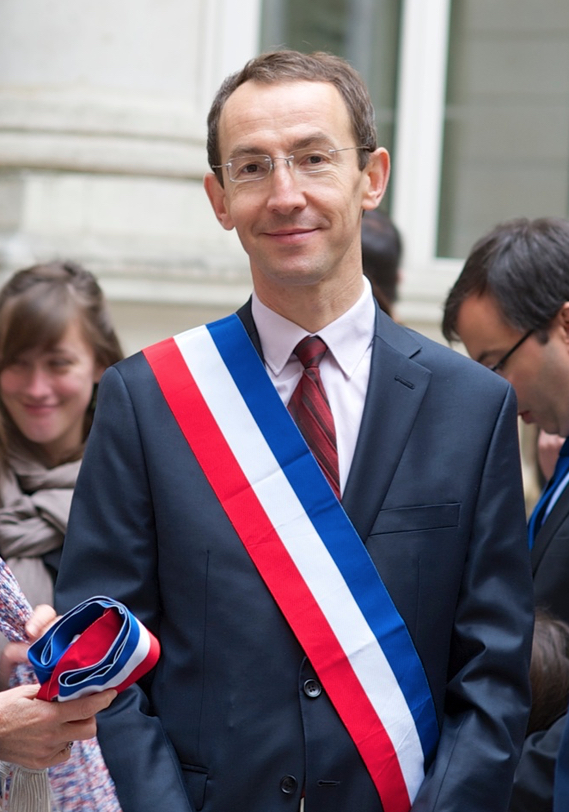
Maire (PS) du 11e arrdt : François Vauglin.

### Représentation politique
(août 2025).
| Secteur       | Arrondissement | Conseillers de Paris | Conseillers de Paris | Conseillers de Paris | Conseillers d'arrondissement | Conseillers d'arrondissement | Conseillers d'arrondissement | Nombre d'élus par arrondissement | Nombre d'élus par arrondissement | Nombre d'élus par arrondissement | Habitants par conseiller de Paris | Habitants par conseiller de Paris |
| Secteur       | Arrondissement | de 1983 à 2014       | de 2014 à 2020       | depuis 2020          | avant 2014                   | de 2014 à 2020               | depuis 2020                  | avant 2014                       | de 2014 à 2020                   | depuis 2020                      | en 2015,                          | en 2021,                          |
| ------------- | -------------- | -------------------- | -------------------- | -------------------- | ---------------------------- | ---------------------------- | ---------------------------- | -------------------------------- | -------------------------------- | -------------------------------- | --------------------------------- | --------------------------------- |
| Paris Centre  | 1er            | 3                    | 1                    | 8                    | 10                           | 10                           | 16                           | 13                               | 11                               | 24                               | 16 545                            | 12 269                            |
| Paris Centre  | 2e             | 3                    | 2                    | 8                    | 10                           | 10                           | 16                           | 13                               | 12                               | 24                               | 10 398                            | 12 269                            |
| Paris Centre  | 3e             | 3                    | 3                    | 8                    | 10                           | 10                           | 16                           | 13                               | 13                               | 24                               | 11 683                            | 12 269                            |
| Paris Centre  | 4e             | 3                    | 2                    | 8                    | 10                           | 10                           | 16                           | 13                               | 12                               | 24                               | 13 573                            | 12 269                            |
| 5e            | 5e             | 4                    | 4                    | 4                    | 10                           | 10                           | 10                           | 14                               | 14                               | 14                               | 14 833                            | 14 210                            |
| 6e            | 6e             | 3                    | 3                    | 3                    | 10                           | 10                           | 10                           | 13                               | 13                               | 13                               | 14 143                            | 13 403                            |
| 7e            | 7e             | 5                    | 4                    | 4                    | 10                           | 10                           | 10                           | 15                               | 14                               | 14                               | 13 533                            | 11 987                            |
| 8e            | 8e             | 3                    | 3                    | 3                    | 10                           | 10                           | 10                           | 13                               | 13                               | 13                               | 12 231                            | 11 708                            |
| 9e            | 9e             | 4                    | 4                    | 4                    | 10                           | 10                           | 10                           | 14                               | 14                               | 14                               | 14 852                            | 14 738                            |
| 10e           | 10e            | 6                    | 7                    | 7                    | 12                           | 14                           | 14                           | 18                               | 21                               | 21                               | 13 110                            | 11 935                            |
| 11e           | 11e            | 11                   | 11                   | 11                   | 22                           | 22                           | 22                           | 33                               | 33                               | 33                               | 13 621                            | 12 962                            |
| 12e           | 12e            | 10                   | 10                   | 10                   | 20                           | 20                           | 20                           | 30                               | 30                               | 30                               | 14 234                            | 14 095                            |
| 13e           | 13e            | 13                   | 13                   | 13                   | 26                           | 26                           | 26                           | 39                               | 39                               | 39                               | 14 094                            | 13 719                            |
| 14e           | 14e            | 10                   | 10                   | 10                   | 20                           | 20                           | 20                           | 30                               | 30                               | 30                               | 13 999                            | 13 637                            |
| 15e           | 15e            | 17                   | 18                   | 18                   | 34                           | 36                           | 36                           | 51                               | 54                               | 54                               | 13 055                            | 12 653                            |
| 16e           | 16e            | 13                   | 13                   | 13                   | 26                           | 26                           | 26                           | 39                               | 39                               | 39                               | 12 730                            | 12 466                            |
| 17e           | 17e            | 13                   | 12                   | 12                   | 26                           | 24                           | 24                           | 39                               | 36                               | 36                               | 14 044                            | 13 701                            |
| 18e           | 18e            | 14                   | 15                   | 15                   | 28                           | 30                           | 30                           | 42                               | 45                               | 45                               | 13 172                            | 12 563                            |
| 19e           | 19e            | 12                   | 14                   | 14                   | 24                           | 28                           | 28                           | 36                               | 42                               | 42                               | 13 261                            | 12 973                            |
| 20e           | 20e            | 13                   | 14                   | 14                   | 26                           | 28                           | 28                           | 39                               | 42                               | 42                               | 13 968                            | 13 558                            |
| Nombre d'élus | Nombre d'élus  | 163                  | 163                  | 163                  | 354                          | 364                          | 340                          | 517                              | 527                              | 503                              | 13 537                            | 13 087                            |

- Sous-représentation supérieure de 5 % à la moyenne.
- Sur-représentation supérieure de 5 % à la moyenne.

### Tendances et résultats
| Scrutin             | Scrutin             | 1er tour | 1er tour  | 1er tour | 1er tour | 1er tour | 1er tour | 1er tour | 1er tour | 1er tour | 1er tour | 1er tour | 1er tour | 2d tour        | 2d tour        | 2d tour        | 2d tour        | 2d tour        | 2d tour        |
| Scrutin             | Scrutin             | 1er      | 1er       | %        | 2e       | 2e       | %        | 3e       | 3e       | %        | 4e       | 4e       | %        | 1er            | 1er            | %              | 2e             | 2e             | %              |
| ------------------- | ------------------- | -------- | --------- | -------- | -------- | -------- | -------- | -------- | -------- | -------- | -------- | -------- | -------- | -------------- | -------------- | -------------- | -------------- | -------------- | -------------- |
| Présidentielle 2017 | Présidentielle 2017 |          | EM        | 38,80    |          | LFI      | 23,76    |          | LR       | 16,13    |          | PS       | 13,62    |                | EM             | 92,69          |                | FN             | 7,31           |
| Présidentielle 2022 | Présidentielle 2022 |          | LFI       | 36,26    |          | LREM     | 32,84    |          | EELV     | 10,25    |          | REC      | 4,99     |                | LREM           | 89,45          |                | RN             | 10,55          |
| Législatives 2022   | 6e                  |          | LFI-Nupes | 49,39    |          | LREM-Ens | 29,17    |          | ECO      | 5,05     |          | LR       | 4,57     | Pas de 2d tour | Pas de 2d tour | Pas de 2d tour | Pas de 2d tour | Pas de 2d tour | Pas de 2d tour |
| Législatives 2024   | 6e                  |          | LFI-NFP   | 53,45    |          | Ren-Ens  | 26,18    |          | RN       | 7,59     |          | LR       | 4,54     | Pas de 2d tour | Pas de 2d tour | Pas de 2d tour | Pas de 2d tour | Pas de 2d tour | Pas de 2d tour |

## Personnalités liées à l'arrondissement

### Autres
- Michel-Jean Sedaine (1719-1797), d'abord tailleur de pierre, il commence à écrire en 1745. Il a résidé rue de la Roquette.
- François Richard-Lenoir (1765-1839), avec son associé Joseph Lenoir-Dufresne (1768-1806), ils dirigent la première manufacture parisienne de coton, rue de Charonne. Ils introduisent la mule-jenny, métier à filer d'invention anglaise. Rapidement, leur entreprise devient une des plus importantes pour le commerce du coton en France. François Richard, qui est d'origine modeste, passe pour l'homme le plus riche du XIXe siècle ; il accumule une fortune extraordinaire en découvrant le secret de l'étoffe croisée fil et coton anglaise, le basin, qui fait fureur à cette époque.
- Eugène-François Vidocq (1775-1857), meurt au 82 rue Amelot (à l'époque 2 rue Saint-Pierre-Popincourt).
- Victor Hugo (1802-1885), après la Révolution, aurait déclaré à propos du 11e arrondissement : « Ce vieux faubourg est un héros ».
- Alphonse Baudin (1811-1851, député libéral, tué par les soldats de Napoléon III le 3 décembre 1851 sur une barricade au 151 de la rue du Faubourg-Saint-Antoine.
- Clotilde de Vaux (1815-1846, inspiratrice et collaboratrice d'Auguste Comte. Elle habite non loin de la rue qui porte son nom dans le 11e arrondissement.
- Denis Poulot (1832-1905), crée plusieurs manufactures, notamment une avenue Philippe-Auguste. Il est maire du 11e arrondissement de 1879 à 1882. Il écrit Le Sublime qui inspire L'Assommoir d'Émile Zola.
- Édouard Lockroy (1838-1913), journaliste, écrivain, député du 11e arrondissement, il est le secrétaire d'Alexandre Dumas, C'est lui qui, en tant que ministre de l'industrie, lancera la construction de la Tour Eiffel.
- Paul Verlaine (1844-1896), poète, vit au 17 rue de la Roquette entre 1882 et 1883.
- Léon Blum (1872-1950), homme politique, député du 11e arrondissement. Il est l'un des dirigeants de la section française de l'Internationale ouvrière (SFIO), et président du Conseil en 1936, 1938 et 1946. Il a marqué l'histoire politique française pour avoir refusé l'adhésion des socialistes à la IIIe Internationale communiste en 1920 et pour avoir été le président du Conseil du Front populaire en 1936.
- Max Jacob (1876-1944)et Pablo Picasso (1881-1976) partagent une chambre au 150 boulevard Voltaire en 1903.
- Paul Malingre (1882)-1948), industriel et homme politique de la Troisième République, qui fut député de l'arrondissement entre 1928 et 1936.
- Édmée Chandon (1885-1944), née dans l'arrondissement, première femme astronome française professionnelle, à l'Observatoire de Paris.
- Alain-Fournier (1886-1914) scolarisé au lycée Voltaire dès 1898.
- Léon Frot (1900-1942), artisan, conseiller municipal du 11e arrondissement et conseiller général de la Seine. Il fut arrêté et mis en prison par les autorités françaises au début de la Seconde Guerre mondiale pour propagande communiste. Interné à la maison centrale de Clairvaux, il est livré aux Allemands comme otage et fusillé le 13 janvier 1942. Il habite au 32 rue Léon-Frot.
- Alexis Hinsberger (1907-1996), artiste peintre de l'École espagnole de Paris, réside au 9 rue Émile-Lepeu.
- Hélène Azenor (1910-2010), peintre, graveuse et illustratrice, y est morte ;
- Maurice Berlemont (1914-1992), employé de banque, militant communiste et résistant, conseiller municipal du 11e arrondissement de 1945 à 1978. Il est président du groupe communiste au Conseil de Paris dans les années 1970, proche du secrétaire fédéral Henri Fiszbin. Médaillé de la Résistance et chevalier de la Légion d'honneur.
- Maurice Gardette, artisan, conseiller municipal du 11e arrondissement et conseiller général de la Seine. Il est arrêté en tant que communiste et interné administrativement par les autorités françaises au début de la Seconde Guerre mondiale. Détenu dans plusieurs camps, il fut livré aux Allemands comme otage et fusillé le 22 octobre 1941 avec 26 autres otages à Châteaubriant (Loire-Atlantique), au lieu-dit Carrière des Fusillés.
- Francis Lemarque (1917-2002), né rue de Lappe, chanteur qui incarne le Paris populaire de l'après-guerre.
- Rost (1976), rappeur, vit à Belleville.
- Commissaire Maigret, personnage de fiction créé par Georges Simenon, est domicilié au 132 boulevard Richard-Lenoir.
- Georges Sarre (1935-2019), plusieurs fois député de Paris entre 1981 et 2002, conseiller de Paris (11e arrondissement) à plusieurs reprises à partir de 1971, maire de l'arrondissement (1995-2008), cofondateur du CERES avec Jean-Pierre Chevènement, responsable du Parti socialiste, puis du Mouvement des citoyens, ancien ministre (1988-1993).
- Philippe Thomas, (1951-1995), artiste conceptuel, y est décédé.
- Claudine Loquen (1965-), plasticienne, illustratrice, y a vécu.
- Miou-Miou, actrice.
- Paul Borne, comédien
- Bob Sinclar : DJ français
- Hicham Harrag, acteur, auteur, réalisateur et producteur, y est né.

## Éducation
- Bibliothèque Parmentier ;
- Médiathèque Violette-Leduc (anciennement Bibliothèque Faidherbe[20]).

### Enseignement secondaire
- Collège Alain-Fournier ;
- collège Anne-Frank ;
- collège Beaumarchais ;
- collège Lucie-et-Raymond-Aubrac (anciennement collège Fontaine-au-Roi, situé rue de la Fontaine-au-Roi) ;
- lycée Dorian (lycée polyvalent situé avenue Philippe-Auguste) ;
- Lycée polyvalent Paul-Poiret (situé rue des taillandiers) ;
- collège et lycée Voltaire (situé avenue de la République) ;
- école, collège, lycée et BTS privé Charles-Péguy (80, avenue Parmentier) ;
- école et collège privé Saint-Ambroise (11, passage Saint-Ambroise) ;
- collège Pilatre-de-Rozier.

### Post Bac
- École, collège, lycée et BTS privé Charles-Péguy (80, avenue Parmentier) ;
- PSB Paris School of Business ;
- ESCP Europe.
- ENSCI - Les Ateliers

## Transports et mobilité

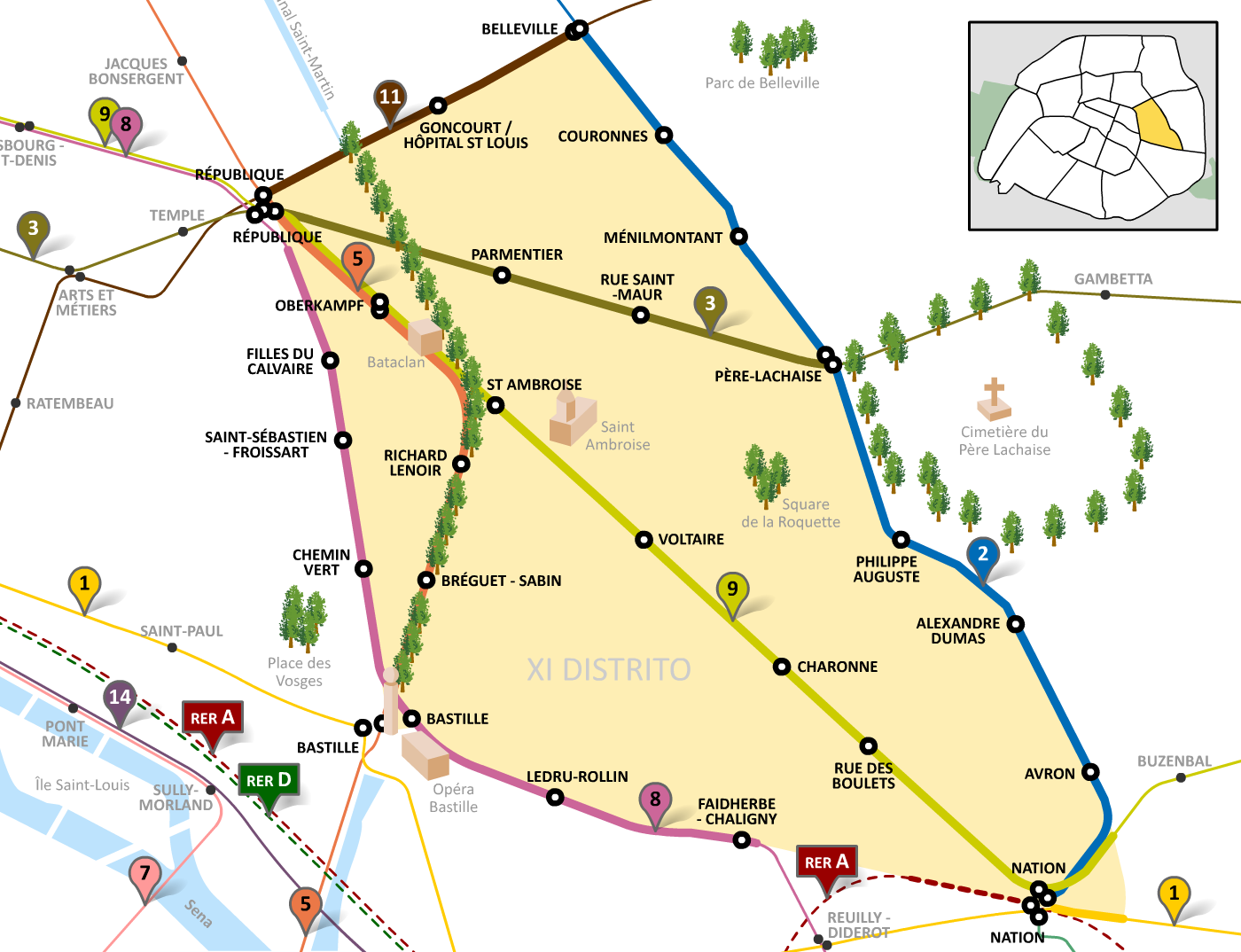

### Métro
Le 11e arrondissement est l'arrondissement parisien qui possède le plus de stations de métro sur son territoire (25 au total), ce qui en fait un des mieux desservis de la ville[réf. nécessaire]. Il est parcouru par les lignes 1, 2, 3, 5, 6, 8, 9, 11 du métro de Paris. Les différents quartiers de l'arrondissement sont desservis par les 25 stations suivantes :
| - Alexandre Dumas - Avron - Bastille - Belleville - Bréguet - Sabin |  |  | - Charonne - Chemin Vert - Couronnes - Faidherbe - Chaligny - Filles du Calvaire |  |  | - Goncourt - Ledru-Rollin - Ménilmontant - Nation - Oberkampf | - Parmentier - Père Lachaise - Philippe Auguste - République - Richard-Lenoir | - Rue des Boulets - Rue Saint-Maur - Saint-Ambroise - Saint-Sébastien - Froissart - Voltaire |

L'arrondissement possède également une gare du RER A qui dessert l'Est et l'Ouest de l'Île-de-France :   (Nation).

### Vélos
- L'arrondissement compte 54 stations de Vélib' réparties à travers tout l'arrondissement[21].
- Des double-sens cyclables (DSC) sont disponibles dans toutes rues à sens unique qui se trouvent dans les zones 30 de l'arrondissement (carte à venir). Ces zones 30 (et donc les DSC) sont progressivement généralisées à l'ensemble de l'arrondissement, en dehors des grands axes de circulation automobile (Beaumarchais, Chemin-Vert, Richard-Lenoir, Faubourg-Saint-Antoine, Voltaire, Philippe-Auguste, République, Parmentier, boulevards de Charonne, Ménilmontant et Belleville).
- Certains de ces grands axes sont déjà équipés de pistes cyclables avec séparateurs : Richard-Lenoir, boulevards de Charonne, Ménilmontant, Belleville et Voltaire, avenue de la République et Parmentier.
- Le plan vélo 2015-2020 de la Mairie de Paris prévoit l'aménagement de pistes cyclables sur le boulevard Voltaire (terminé en 2020), l'avenue de la République (terminé en 2022) et l'avenue Parmentier (terminé en 2023).

### Bus
Le 11e arrondissement de Paris est desservi par les lignes intra-muros 20, 26, 29, 46, 56, 57, 61, 69, 71, 75, 76, 86, 87, 91, 96 et 351 vers l'aéroport Roissy Charles de Gaulle du réseau de bus RATP.

## Espaces verts
- Square Jules-Verne
- Allée Verte, facilite le déplacement piéton du quartier
- Jardin des moines de Tibhirine (ancien square Saint-Ambroise), situé près de l'église Saint-Ambroise
- Promenade Richard-Lenoir, où se situent la promenade Claire-Lacombe et l'allée Pauline-Léon, au-dessus du canal Saint-Martin, accueille un marché
- Square de la Roquette
- Square Maurice-Gardette
- Jardin de la cité Prost
- Jardin Damia
- Square Émile-Galle
- Square Mercœur
- Jardin de Marianne (place de la Nation)
- Jardin May-Picqueray
- Square Georges-Sarre
- Jardin Truillot
- Jardin Louise-Talbot-et-Augustin-Avrial
- Square Edmée-Chandon

## Monuments et lieux importants
Le 11e arrondissement de Paris est un haut lieu de la culture parisienne, grâce à la présence de nombreux théâtres et salles de concert.

### Musées
- Musée Édith-Piaf, consacré à la célèbre chanteuse.
- Musée du Fumeur
- Atelier des Lumières

### Théâtres
- À la Folie Théâtre 6, rue de la Folie-Méricourt
- Aktéon 11, rue du Général-Blaise
- Comédie Nation 77, rue de Montreuil
- L'Auguste Théâtre (anciennement la Comedia) 6, impasse Lamier
- Théâtre de la Bastille 76, rue de la Roquette
- Théâtre des 3 Bornes 33, rue des Trois-Bornes
- Théâtre de la Main d'Or 15, passage de la Main-d'Or (Cité Dupuy)
- Théâtre de Proposition 3, cité Souzy
- Théâtre du Tambour-Royal 94, rue du Faubourg-du-Temple
- Théâtre du Temps 9, rue Morvan
- Salle Olympe-de-Gouges 15, rue Merlin
- Artistic Athévains, 45 bis rue Richard-Lenoir
- Comédie Oberkampf, 115 rue du Chemin-Vert

### Centre d'Animation
- Centre d'animation Mercœur 4, rue Mercœur

### Établissement culturel
- La Maison des Métallos
- Le MUR

### Cafés-concerts, music-hall et musiques actuelles
- Le Bataclan, 50 boulevard Voltaire (créé en 1864)
- Le Nouveau Casino, 109 rue Oberkampf
- Le Café de la Danse, 5 passage Louis-Philippe
- La Scène Bastille, 2 rue des Taillandiers
- Le Zèbre de Belleville, 61 boulevard de Belleville
- Espace Christan Dente, 124 avenue de la République
- Le Réservoir, 16 rue de la Forge-Royale
- Le Gibus, 18 rue du Faubourg-du-Temple
- Le Balajo, 9 rue de Lappe (inauguré en 1935 par Mistinguett)
- Le Cirque d'Hiver, 110 rue Amelot
- Le Pop in, 105 rue Amelot
- Le Badaboum, 2 bis rue des Taillandiers

#### Lieux disparus
- L'Époque, 10 boulevard Beaumarchais, café-concert ayant appartenu à Aristide Bruant
- Le Concert Pacra (démoli en 1971), café-concert ayant appartenu à Jules Pacra
- L'Artistic, café-concert ouvert en 1888 ayant appartenu dès 1914 à Louis Dambrevil, devenu le Théâtre Artistic Athévains

### Cinémas
- MK2 Bastille, 5 rue du Faubourg-Saint-Antoine
- MK2 Bastille, 4 boulevard Beaumarchais
- Majestic Bastille, 4 boulevard Richard-Lenoir

### Lieux de culte

#### Catholique
- Église Saint-Ambroise
- Église Sainte-Marguerite
- Église Notre-Dame-d'Espérance
- Basilique Notre-Dame-du-Perpétuel-Secours
- Église du Bon-Pasteur
- Église Saint-Joseph-des-Nations

#### Protestant
- Temple du Foyer de l'âme
- Église luthérienne de Bon-Secours
- Église pentecôtiste Hillsong de Paris[22]

#### Musulman
- Mosquée Alhouda
- Mosquée Attaqwa
- Mosquée Omar Ibn Khattab
- Mosquée Abou Baker Assiddiq
- Mosquée Turque
- Mosquée Abou Ayoub Al Ansari

#### Israélite
- Synagogue Adath Israël
- Synagogue Don Isaac Abravanel

## Économie

### Revenus de la population et fiscalité
En 2011, le revenu fiscal médian par ménage était de 31 624 €, ce qui place le 11e arrondissement au 16e rang parmi les vingt arrondissements de Paris.
Le taux de pauvreté en 2019 s'élevait à 14 %.

## Voies principales

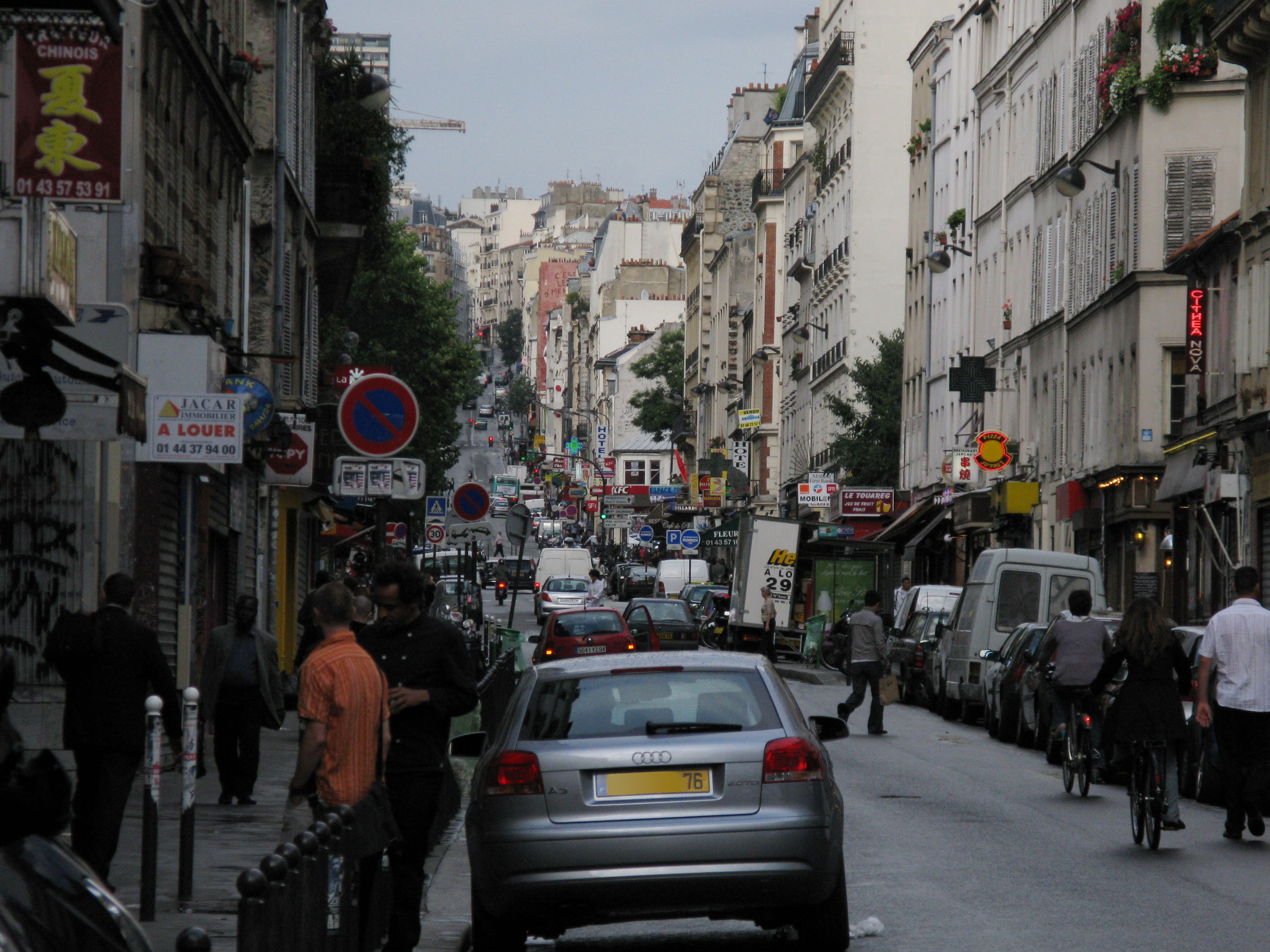
Vue de la rue Oberkampf.

### Voies délimitant le11earrondissement
- Rue du Faubourg-du-Temple
- Boulevard de Belleville
- Boulevard de Ménilmontant
- Boulevard de Charonne
- Avenue du Trône
- Rue du Faubourg-Saint-Antoine
- Boulevard Beaumarchais
- Boulevard des Filles-du-Calvaire
- Boulevard du Temple

### Principales places
Les principales places de l'arrondissement, qui, il faut le noter, ont toutes joué un rôle dans l'histoire française.
- Place de la Bastille
- Place de la Nation
- Place de la République
- Place Léon-Blum

### Voies principales
- Rue de la Fontaine-au-Roi
- Rue Jean-Pierre-Timbaud
- Avenue de la République
- Rue Oberkampf
- Avenue Parmentier
- Rue Saint-Maur
- Boulevard Voltaire
- Rue Saint-Ambroise
- Rue Amelot
- Rue du Chemin-Vert
- Rue de la Roquette
- Avenue Ledru-Rollin
- Rue de Charonne
- Rue Faidherbe
- Rue Keller
- Rue de Montreuil
- Rue de la Folie-Méricourt
- Avenue Philippe-Auguste
- Boulevard Richard-Lenoir
- Boulevard Jules-Ferry